# Kayaba Ka-1
Ka-1 — японский автожир периода Второй мировой войны. Использовался в качестве ближнего и морского разведчика, для корректировки огня и борьбы с подводными лодками.

## История создания
Kayaba Ka-1 был разработан на основе двухместного автожира американского производства Kellett KD-1A. Американский автожир в единственном экземпляре был привезён в Японию в 1939 году и вскоре потерпел серьёзную аварию. Аппарат получил серьёзные повреждения и не подлежал восстановлению. Обломки были переданы небольшой фирме «Каяба» для разработки аналога военного назначения. Первый Kayaba Ka-1 был выпущен на заводе в Сендай и совершил первый полёт 26 мая 1941 года. От предшественника он отличался, в основном, двигателем — вместо звездообразного Jacobs R-755 использовался Argus As 10 мощностью 240 л. с.
Испытания прототипа прошли успешно. Автожир мог взлететь с площадки в 30 метров, зависать над одним местом, одновременно совершая полный разворот. Серийное производство началось в 1941 году и аппарат начал поступать в артиллерийские части, где использовался для корректировки огня. Kayaba Ka-1 был выпущен в количестве 20 экземпляров, затем производилась модификация Ka-2 с тем же двигателем, который использовался на Kellett. Общее количество произведённых до конца войны фюзеляжей Ka-1 и Ka-2 составляет 98 экземпляров, 12 из которых было уничтожено до передачи в армию, из оставшихся на 30 не был смонтирован двигатель. В итоге в ИАЯ поступило 50 автожиров, из которых использовалось около 30.

## Применение
Первоначально планировалось использовать Ka-1 для корректировки огня в артиллерийских частях, размещённых в Китае, но изменение хода войны потребовало усилить оборону Филиппин, куда Ka-1 были направлены в качестве самолётов связи вместо Kokusai Ki-76.
В итоге было найдено наилучшее, по мнению командования японской армии, применение и бо́льшая часть Ka-1 и Ka-2 была адаптирована для патрульно-противолодочной службы. Несколько Ka-1 размещались на эскортном авианосце «Акицу-мару» с августа по ноябрь 1944 года и наряду с Ki-76 были единственными аппаратами, способными совершить посадку на короткую лётную палубу этого авианосца. Двухместные Ka-1 могли нести лишь небольшую полезную нагрузку, поэтому экземпляры, базировавшиеся на авианосце, были переделаны в одноместные, что позволило разместить две глубинные бомбы по 60 кг.
С 17 января 1945 года Ka-1 осуществляли противолодочное патрулирование с аэродрома на острове Ики, база обслуживания располагалась на аэродроме Ганносу в префектуре Фукуока. С мая 1945 года патрулирование Корейского и Цусимского проливов осуществлялось с острова Цусима. Через некоторое время зона действия палубной авиации США достигла Цусимского пролива, и в июне 1945 года оставшиеся Ka-1 и Ka-2 были перемещены на базу на полуострове Ното, где и оставались до конца войны. Автожирам не удалось потопить ни одной подводной лодки за время войны, но они сыграли свою роль в обнаружении подлодок.

## Тактико-технические характеристики
| ТТХ Ka-1 и Ka-2                 |             |              |
| Характеристика                  | Ka-1        | Ka-2         |
| Технические характеристики      |             |              |
| Экипаж                          | 1—2         | 1—2          |
| Длина, м                        | 6,68        | 6,68         |
| Диаметр ротора, м               | 12,2        | 12,2         |
| Высота, м                       | 3,1         | 3,1          |
| Масса пустого, кг               | 775         | 775          |
| Масса снаряжённого, кг          | 1086        | 1086         |
| Максимальная взлётная масса, кг | 1170        | 1170         |
| Двигатель                       | Argus As 10 | Jacobs R-755 |
| Мощность, л. с.                 | 240 л. с.   | 225 л. с.    |
| Лётные характеристики           |             |              |
| Максимальная скорость, км/ч / м | 165         | 165          |
| Крейсерская скорость, км/ч / м  | 115         | 115          |
| Практическая дальность, км      | 360         | 360          |
| Практический потолок, м         | 3 500       | 3 500        |